# Championnats du monde de natation 1982
Navigation
Mondiaux 1978 Mondiaux 1986
Les 4es championnats du monde de natation se sont déroulés du 29 juillet au 8 août 1982 à Guayaquil (Équateur).

## Tableau des médailles
- Pays organisateur (Équateur)

| Rang  | Nation               | Or | Argent | Bronze | Total |
| ----- | -------------------- | -- | ------ | ------ | ----- |
| 1     | États-Unis           | 13 | 11     | 10     | 34    |
| 2     | Allemagne de l'Est   | 12 | 9      | 5      | 26    |
| 3     | Union soviétique     | 5  | 9      | 4      | 18    |
| 4     | Canada               | 3  | 3      | 1      | 7     |
| 5     | Allemagne de l'Ouest | 2  | 1      | 3      | 6     |
| 6     | Pays-Bas             | 1  | 1      | 2      | 4     |
| 7     | Brésil               | 1  | 0      | 0      | 1     |
| 8     | Hongrie              | 0  | 2      | 0      | 2     |
| 9     | Australie            | 0  | 1      | 0      | 1     |
| -     | Royaume-Uni          | 0  | 1      | 0      | 1     |
| 11    | Japon                | 0  | 0      | 3      | 3     |
| -     | Suède                | 0  | 0      | 3      | 3     |
| 13    | Chine                | 0  | 0      | 2      | 2     |
| 14    | Italie               | 0  | 0      | 1      | 1     |
| -     | Roumanie             | 0  | 0      | 1      | 1     |
| -     | Yougoslavie          | 0  | 0      | 1      | 1     |
| Total | Total                | 37 | 38     | 36     | 111   |

## Résultats

### Courses en bassin

#### Podiums hommes
| Épreuves             | Or                  | Or             | Argent             | Argent         | Bronze               | Bronze         |
| -------------------- | ------------------- | -------------- | ------------------ | -------------- | -------------------- | -------------- |
| Nage libre           |                     |                |                    |                |                      |                |
| 100 m                | Jörg Woithe         | 50 s 18        | Rowdy Gaines       | 50 s 21        | Per Johansson        | 50 s 25        |
| 200 m                | Michael Gross       | 1 min 49 s 84  | Rowdy Gaines       | 1 min 49 s 92  | Jörg Woithe          | 1 min 50 s 71  |
| 400 m                | Vladimir Salnikov   | 3 min 51 s 30  | Svyatoslav Semenov | 3 min 51 s 43  | Sven Lodziewski      | 3 min 51 s 84  |
| 1500 m               | Vladimir Salnikov   | 15 min 01 s 77 | Svyatoslav Semenov | 15 min 05 s 54 | Darjan Petrić        | 15 min 10 s 20 |
| Dos                  |                     |                |                    |                |                      |                |
| 100 m                | Dirk Richter        | 55 s 95        | Rick Carey         | 56 s 04        | Vladimir Shemetov    | 56 s 42        |
| 200 m                | Rick Carey          | 2 min 00 s 82  | Sándor Wladár      | 2 min 01 s 31  | Frank Baltrusch      | 2 min 01 s 51  |
| Brasse               |                     |                |                    |                |                      |                |
| 100 m                | Steve Lundquist     | 1 min 02 s 75  | Victor Davis       | 1 min 02 s 82  | John Moffet          | 1 min 03 s 13  |
| 200 m                | Victor Davis        | 2 min 14 s 77  | Robertas Žulpa     | 2 min 16 s 68  | John Moffet          | 2 min 18 s 54  |
| Papillon             |                     |                |                    |                |                      |                |
| 100 m                | Matt Gribble        | 53 s 88        | Michael Gross      | 54 s 26        | Bengt Baron          | 54 s 47        |
| 200 m                | Michael Gross       | 1 min 58 s 85  | Sergey Fesenko     | 1 min 59 s 91  | Craig Beardsley      | 2 min 00 s 08  |
| 4 nages              |                     |                |                    |                |                      |                |
| 200 m                | Aleksandr Sidorenko | 2 min 03 s 30  | Bill Barrett       | 2 min 03 s 49  | Giovanni Franceschi  | 2 min 04 s 65  |
| 400 m                | Ricardo Prado       | 4 min 19 s 78  | Jens-Peter Berndt  | 4 min 23 s 02  | Sergey Fesenko       | 4 min 23 s 29  |
| Relais               |                     |                |                    |                |                      |                |
| 4 × 100 m nage libre | États-Unis          | 3 min 19 s 26  | Union soviétique   | 3 min 21 s 78  | Suède                | 3 min 22 s 15  |
| 4 × 200 m nage libre | États-Unis          | 7 min 21 s 09  | Union soviétique   | 7 min 24 s 91  | Allemagne de l'Ouest | 7 min 25 s 46  |
| 4 × 100 m 4 nages    | États-Unis          | 3 min 40 s 84  | Union soviétique   | 3 min 42 s 86  | Allemagne de l'Ouest | 3 min 44 s 78  |

#### Podiums femmes
| Épreuves           | Or                   | Or            | Argent                          | Argent        | Bronze             | Bronze        |
| ------------------ | -------------------- | ------------- | ------------------------------- | ------------- | ------------------ | ------------- |
| Nage libre         |                      |               |                                 |               |                    |               |
| 100 m              | Birgit Meineke       | 55 s 79       | Annemarie Verstappen            | 55 s 87       | Jill Sterkel       | 56 s 27       |
| 200 m              | Annemarie Verstappen | 1 min 59 s 53 | Birgit Meineke                  | 2 min 00 s 67 | Annelies Maas      | 2 min 00 s 84 |
| 400 m              | Carmela Schmidt      | 4 min 08 s 98 | Petra Schneider                 | 4 min 10 s 08 | Tiffany Cohen      | 4 min 11 s 85 |
| 800 m              | Kim Linehan          | 8 min 27 s 48 | Jackie Wilmott                  | 8 min 32 s 61 | Carmela Schmidt    | 8 min 33 s 67 |
| Dos                |                      |               |                                 |               |                    |               |
| 100 m              | Kristin Otto         | 1 min 01 s 30 | Ina Kleber                      | 1 min 01 s 47 | Sue Walsh          | 1 min 02 s 86 |
| 200 m              | Cornelia Sirch       | 2 min 09 s 91 | Georgina Parkes                 | 2 min 14 s 98 | Carmen Bunaciu     | 2 min 15 s 40 |
| Brasse             |                      |               |                                 |               |                    |               |
| 100 m              | Ute Geweniger        | 1 min 09 s 14 | Anne Ottenbrite Kim Rhodenbaugh | 1 min 11 s 03 |                    |               |
| 200 m              | Svetlana Varganova   | 2 min 28 s 82 | Ute Geweniger                   | 2 min 29 s 71 | Anne Ottenbrite    | 2 min 33 s 05 |
| Papillon           |                      |               |                                 |               |                    |               |
| 100 m              | Mary T. Meagher      | 59 s 41       | Ines Geissler                   | 1 min 00 s 36 | Melanie Buddemeyer | 1 min 00 s 40 |
| 200 m              | Ines Geissler        | 2 min 08 s 66 | Mary T. Meagher                 | 2 min 09 s 76 | Heike Dähne        | 2 min 10 s 29 |
| 4 nages            |                      |               |                                 |               |                    |               |
| 200 m              | Petra Schneider      | 2 min 11 s 79 | Ute Geweniger                   | 2 min 13 s 38 | Tracy Caulkins     | 2 min 15 s 91 |
| 400 m              | Petra Schneider      | 4 min 36 s 10 | Kathleen Nord                   | 4 min 43 s 51 | Tracy Caulkins     | 4 min 44 s 64 |
| Relais             |                      |               |                                 |               |                    |               |
| 4x100 m nage libre | Allemagne de l'Est   | 3 min 43 s 97 | États-Unis                      | 3 min 45 s 76 | Pays-Bas           | 3 min 49 s 59 |
| 4x100 m 4 nages    | Allemagne de l'Est   | 4 min 05 s 88 | États-Unis                      | 4 min 08 s 12 | Union soviétique   | 4 min 12 s 36 |

### Plongeon
| Épreuves      | Or            | Or     | Argent            | Argent | Bronze            | Bronze |
| ------------- | ------------- | ------ | ----------------- | ------ | ----------------- | ------ |
| Hommes        |               |        |                   |        |                   |        |
| Tremplin 3 m  | Greg Louganis | 752,67 | Sergey Kuzmin     | 636,15 | Aleksandr Portnov | 631,56 |
| Tremplin 10 m | Greg Louganis | 634,26 | Vladimir Aleynik  | 629,85 | Bruce Kimball     | 619,68 |
| Femmes        |               |        |                   |        |                   |        |
| Tremplin 3 m  | Megan Neyer   | 501,03 | Christina Seufert | 490,02 | Peng Yuanchuan    | 482,10 |
| Tremplin 10 m | Wendy Wyland  | 438,78 | Ramona Wenzel     | 417,99 | Zhou Jihong       | 399,78 |

### Natation synchronisée
| Épreuves | Or | Or      | Argent | Argent  | Bronze | Bronze  |
| -------- | --- | ------- | --- | ------- | --- | ------- |
| Solo     | Tracie Ruiz | 192,300 | Kelly Kryczka | 188,983 | Miwako Motoyoshi | 181,600 |
| Duo      | Sharon Hambrook & Kelly Kryczka | 190,541 | Candy Costie & Tracie Ruiz | 188,650 | Ikuko Abe & Masako Fujiwara | 181,900 |
| Ballet   | Canada : Karen Callaghan, Tara Cameron, Sarah Josephson, Tracie Ruiz, Mollie Spencer, Marie Visniski, Robin Waller, et Marie White | 188,258 | États-Unis : Janet Arnold, Tracy Hambrook, Kelly Kryczka, Chantal Laviolette, Renée Paradis, Penny Vilagos, Vicky Vilagos, et Carolyn Waldo | 186,832 | Japon : Ikuko Abe, Kazuno Fujiwara, Masae Fujiwara, Tomoko Ishi, Chikako Izushi, Saeko Kimura, Miwako Motoyoshi, et Takiyo Sasao | 182,050 |

### Water-polo
| Épreuves | Or               | Argent  | Bronze               |
| -------- | ---------------- | ------- | -------------------- |
| Hommes   | Union soviétique | Hongrie | Allemagne de l'Ouest |